# 冯博一
冯博一（1960年—），中国知名独立艺术策展人和评论家。他的作品主要关注中国当代艺术，与博物馆合作，展示艺术收藏品。他数次与艺术家艾未未合作出版他的非法杂志、办展览、组织中国很多有争议的艺术展览。自1988年起，他是中国美术家协会通讯《艺术家交流》的助理编辑。他编辑和出版了大量关于艺术的目录和论文，创立了中国当代艺术的大规模在线论坛“艺术家联盟”。冯博一也以煽动日渐重要的以出版艾未未和徐冰的文章、杂志为开端的北京当代艺术运动闻名。

## 早年
冯博一于1960年生于北京，至今仍住在那里。1980年—1984年，他参加了北京师范学院（今首都师范大学）历史系直至毕业。1984年毕业后，他被分配到中国美术家协会的内部刊物《美术家公报》担任编辑。他对艺术的兴趣使他于1991年进入中央美术学院艺术史系学习。

## 早期职业生涯
1990年代早期，冯博一作为独立艺术策展人在北京加入了艺术梦想者。这也大约是她在中央美术学院学习的时间。即使他是策展人，他承认工作困难：“‘没有人想策展，这是一项紧张的工作’，他咕哝着，把一直在响的手机从一只手扔到另一只手。”
他与中国艺术家艾未未共同出版了一系列关于新一代艺术家的书籍：《黑皮书》（1994年）、《白皮书》（1995年）和《灰皮书》（1997年）。这一系列书不仅涉及现代、当代艺术的主题，而且反映了艾未未的政治思想。
1994年，冯博一在日本工作，在那里他参加了福冈美术馆组织的一系列展览，其中一场是第4届亚洲艺术展。冯博一也参与埼玉现代艺术博物馆一场当代艺术展。
1996年，冯博一是第一家与拍卖市场相联系的当代艺术展的五位组织人之一。此展被称为《现实：现在与未来》。它吸引了很多注意，引领了越来越多的在公众中不流行不公开的当代艺术展。
冯博一见证了1980年代产生的新艺术家的典范，他如是解释很多今日的当代艺术家出生于1980年代的原因：“很多生于1980年代的艺术家作为注意的中心、没有兄弟姐妹地长大这一事实，是他们的工作多聚焦于他们内心的原因之一。”年轻的艺术家们最终变得聚焦于自身和自身的内在感情，需要试图寻找方式表达自我。作为一个艺术评论家，冯博一视他们的艺术为使感情被他人理解的方式。部分原因是由于这些家庭只能在中国有一个孩子的事实。所有这些独生子女常孤单，需要新的媒介表达自我，最终导致尝试挑战社会的当代艺术。

## 当前职业
冯博一现为深圳市何香凝美术馆艺术总监兼馆长。
冯博一也编辑和出版了关于艺术的目录和文章，甚至建立了一家在线艺术论坛，叫“艺术家联盟”，讨论当代艺术，在网民中广为人知且流行。

## 著名展览

### 《存在的痕迹：当代中国艺术的一个私人展示》
冯博一声称他最成功的展览在1998年，题为《存在的痕迹：当代中国艺术的一个私人展示》。他称大多数人都会同意他的意见，它帮助他在艺术界更指明了。他在展览汇聚区的798艺术区这一中国最知名的艺术区是一位艺术评论家和总策展人。

### 《不合作方式》
《不合作方式》是冯博一和艾未未在2000年第三届上海双年展期间举办的艺术展。展览在上海东环画廊的一个仓库里举行，有46位中国当代先锋艺术家参加。尽管有很多有影响力的艺术家参加了这次展览，但由于内容有争议，在原定的闭幕日期前，上海警方就将其关闭了。冯博一觉得中国艺术家只是为外国人工作，因为早期的中国当代艺术展是在国外举办的。在共同策划这次展览时，冯博一说：“我们想展示‘不合作方式’的风格，不是为政府工作，也不是西方国家的风格，而是第三种方式。”它的名称是对展览相应中文标题“不合作态度”的松散和可疑的翻译。

### 《北漂》
《北漂》是2002年北京东京艺术工程（页面存档备份，存于） (BTAP)的开幕展览，在798厂主区的一间400m²隔间。这是具有高拱形天花板可能成为北京798艺术区的代名词的第一家装修空间。这场展览吸引了多于1,000人的拥堵，标志着当地流行痴迷潮的开端。

### 广州三年展
2002年，冯博一是第1届广州三年展的组织者之一。

### 《左手右手》
2003年，《左手右手》在798空间和道窑路A工作室展出了中国和东德的雕塑家，其中包括隋建国的巨型混凝土雕塑“毛的右手”，这正是它的名字，也是中国现代艺术反讽历史的一个例子。

### 《艺术游戏》
2006年，冯博一策划了一个名为《艺术游戏》的互动展览，面向年轻一代。它展出了16位来自中国、韩国和日本的前卫艺术家。其中一个目标是吸引年轻一代，让他们对新的、不同风格的艺术敞开眼界。冯博一评论道：“通过这个游戏式的展览，我们希望能给青少年观众带来一种新的艺术互动感，让他们获得一种新的看待艺术的方式。”女艺术家熊文运为幼儿园的孩子们创建了一个名为《彩虹色笔：儿童实验画课》的工作坊。这些画被用作讲故事和表达表情的方式。观赏者们甚至被允许用自己的老玩具和艺术家们被展览的儿童玩具做交易。冯博一被这一试图开放儿童心智以使其年轻时就欣赏艺术的有趣概念吸引。